# Final Cut Pro
Final Cut Pro (укр. Файнал Кат Про) — серія програмного забезпечення для нелінійного відеоредагування програм, розроблених компанією Macromedia Ink., а пізніше — компанією Apple. Остання версія (10.4) працює з комп'ютерами Macintosh на Інтел-основі, що підтримують ОС X EL Capitan чи пізніші версії. Програмне забезпечення дозволяє перенесення відео на жорсткий диск (внутрішній або зовнішній), де воно може бути відредаговане, оброблене і виведене в різних форматах. Повністю перебудована Final Cut X була випущена компанією Apple у 2011 році, і стала наступницею Final Cut Pro версії 7.0.3.

## Історія використання
З початку 2000-х Final Cut Pro використовується широким колом користувачів і постійно розширює клієнтську базу. В основному за рахунок відеолюбителів і незалежних кінематографістів. Пізніше почала проникати у кіно і телебачення, які традиційно використовували Avid технології медіа-компоузінгу. За даними досліджень у 2007 році доля використання Final Cut Pro у США складала 49 % ринку професійного відеоредагування. У 2008 році були опубліковані опитування Американської Гільдії кіномонтажерів за якими користувачі на 21 % пристроїв використовували Final Cut Pro.

## Інтерфейс
Інтерфейс Final Cut (Pro і Express) старого зразка (до версії 7.0.3 включно) був розроблений в рамках некомпільних робочих потоків редагування, з чотирма головними вікнами, що повторюють пробні і довірчі методи організації, перегляду та редагування фізичної стрічки.
Інтерфейс Final Cut Pro має декілька специфічних особливостей.
Вікно «Browser», в якому перераховані вихідні медіафайли (або кліпи), повторює традиційні папки фільм-редактора або стек відеокамер. «Вікно перегляду» («Viewer»), де окремі медіафайли можна попередньо переглянути та обрізати, повторює вихідний монітор старих систем для монтування кіноплівки. Вікно «Полотно» («Canvas») повторює монітор «програми» в системах, де переглядається відредагований матеріал. Вікно «Timeline», де медіа збирається у послідовність, повторює фізично відредаговану плівку або майстер-плівку систем плівочного монтажу. Існує також невелике вікно панелі інструментів та два індикатори рівня звуку для лівого та правого звукових каналів.
І «Вікно перегляду» («Viewer»), і «Полотно» («Canvas») мають інструмент «перемотування стрічки» (для прокручування зі змінною швидкістю, вперед або назад по кліпу) та інтерфейс «бігунка» для пересування по статичному кадру.

### Браузер
Як і в більшості цифрових нелінійних програм редагування відео, вікно «Браузер» не є інтерфейсом файлової системи комп'ютера. Це цілковито віртуальний простір, в якому посилання на кліпи (псевдоніми) розміщуються для легкого доступу та розташовані в папках під назвою «bins». Оскільки вони є лише посиланням на кліпи, які знаходяться на диску комп'ютера, переміщення чи видалення вихідного файлу на жорсткому диску для носія знищує зв'язок між записом в браузері та фактичним носієм. Це призводить до ситуації «медіа оффлайн» («media offline»), і вихідні медіафайли повинні бути «перепідключені» («reconnected») для продовження їх використання. Final Cut Pro може виконувати автоматичний пошук пов'язаних медіафайлів, або користувач може виконати пошук «вручну». Якщо декілька кліпів одночасно знаходяться в автономному режимі, Final Cut може знову приєднати всі автономні мультимедійні кліпи, які знаходяться у відповідному каталозі, як тільки перші оффлайнові кліпи були підключені до проєкту.
Вікно «Браузер» має вкладку «Ефекти», в якій знаходяться доступні відео-переходи та фільтри, які можна переглядати та перетягувати на або між кліпами.

### Полотно
Полотно виводить у вигляді зображення вміст «Лінії часу» (Timeline), або іншими словами — «Таймлайн». Для того, щоб додати кліпи до лінії часу, передбачена функція вставки кліпів з «Вікна перегляду» або з «Полотна» Це викликає, так зване, «накладене редагування». Накладене редагування має декілька різних варіантів додавання фрагменту на таймлайн: перезапис (встановлено за замовчуванням), вставка, заміна, заміна «fit to fill», накладання та інші.
Використовуючи функцію каркасного перегляду («wireframe») у вікні «Полотно», можна змінювати деякі параметри кліпу за допомогою лише комп'ютерної миші.

### Вікно перегляду
Вікно перегляду Final Cut Pro має вкладку для кожного каналу аудіо, вкладку модифікування відео та панель керування фільтрами. Вкладка модифікування відео містить інструменти для налаштування масштабу, непрозорості, обрізання, обертання, спотворення, падіння тіней, розмиття в русі та керування швидкістю кліпу.
Вікно перегляду відсутнє у спадкоємці Final Cut Pro — програмі Final Cut Pro X.

### Таймлайн
Вікно програми Final Cut Pro, що дозволяє редагувати відеофрагменти разом у тимчасових послідовностях.

### Шорткати
Final Cut Pro використовує набір гарячих клавіш для вибору інструментів. Існує майже 400 клавіатурних команд, які дозволяють користувачеві збільшувати швидкість редагування відео. Це поєднується з нелінійним підходом, до цифрового редагування, що забезпечує користувачів Final Cut Pro декількома варіантами редагування.
Користувачі можуть самостійно встановити настроюванні параметри клавіатури та зберегти їх у файлі зі спеціальним розширенням.

## Історія

### Створення
Ренді Убіллос створив перші три версії Adobe Premiere, першої популярної програми для редагування цифрового відео. До випуску 5 версії компанія Macromedia найняла групу Ubillos для створення програми KeyGrip з нуля як більш професійний відеоредактор на базі Apple QuickTime. Macromedia не могла випустити продукт, не викликаючи конфлікту з Microsoft, щодо ліцензії, отриманої у Truevision, оскільки KeyGrip частково був заснований на технологіях від Microsoft, що отримали ліцензію на Truevision, а потім і своєю чергою на Macromedia. Умови IP — ліцензії передбачали, що його не слід використовувати разом з QuickTime. Таким чином, компанія Macromedia була змушена відкликати товар з ринку, на час, поки не було знайдено рішення. В той самий час компанія вирішила зосередитись на додатках, які підтримували вебсайти, тому вони зконцентрували свою увагу на продажі своїх вебдодатків, включаючи KeyGrip, який приблизно у 1998 році був перейменований у Final Cut.
У 1998 році 0,9 альфа-версія «Final Cut» була продемонстрована на приватних показах виставки Національної асоціації телерадіомовників (NAB). На демонстрації були показані версії для Mac та Windows. Версія Mac працювала з Truevision RTX — двопотоковою картою реального часу з обмеженими ефектами в режимі реального часу. Коли жоден з покупців не зацікавився, Apple викупив увесь проєкт аби його захистити. Коли Apple не зміг знайти покупця самостійно, він продовжив роботу над розробкою, зосередивши увагу на підтримці FireWire / DV та підтримку Final Cut Pro на NAB 1999.

## Формат файлів
Проєкт Final Cut Pro технічно складається з окремих файлів:
- Файл проєкту
- Файли джерел мультимедіа
- Файли рендера та кеш-файли.

Розташування мультимедіа файлів, кеш-файлів та файлів рендера не стандартизовано. У Final Cut Pro можна налаштувати місце їх зберігання. Деякі користувачі мають центральний каталог, де вони зберігають усі файли пов'язані з окремим проєктом, а деякі спеціальний каталог для файлів проєктів, щоб мати файли всіх проєктів в одному місці.
Після завершення проєкту усі системні файли, окрім файлу проєкту, можуть бути видалені. У разі необхідності Final Cut Pro зможе заново відновити мультимедіа файли, кеш-файли та файли рендера, за умови наявності вихідних відеофайлів. Це дозволяє тимчасово збільшити обсяг пам'яті жорсткого диска комп'ютера, від системних файлів неактуальних проєктів.

### Файл проєкту
Перші версії Final Cut Pro та Final Cut Express використовували бінарний файл, який містив всю інформацію про монтаж (інформація про часовий код, вхідні та вихідні точки кліпу, розмір, обрізання, позиція, складання гніздування, налаштування фільтра, дані автоматизації тощо).
Останні випуски Final Cut Pro та Final Cut Express, створені до Final Cut Pro X, використовували розширення файлу .fcp.
Остання версія Final Cut Pro, Final Cut Pro X, використовує нове розширення файлу; .fcpx З боку деяких користувачів Final Cut було піддано критиці те, що програмам не підтримує старші файли проєкту .fcp, хоча підтримує імпортування проєктів iMovie (.imovieproj files). Ця проблема була вирішена за допомогою використання стороннього програмного забезпечення, що дозволяє міграції застарілих форматів файлів FCP у робочі бібліотеки та проєкти FCPX.
Проблема була вирішена завдяки використанню стороннього програмного забезпечення, що дозволяє міграцію застарілих форматів файлів FCP у робочі бібліотеки та проєкти FCPX. Програмне забезпечення називається 7toX .

### Файл джерел мультимедіа
Будь-яке відео, зняте на плівку, або імпортоване з файлової системи.

### Файли рендеру, кеш-файли та інші
Файли, згенеровані програмою Final Cut Pro, тобто файли зображення звукового сигналу, ефекти фільтрування тощо.

## Деякі фільми, змонтовані у Final Cut Pro
- Правила розваг (2002)
- У всій красі (2002)
- Дзвінок (2002)
- Холодна гора (2003) (Номінація на премію «Оскар» за найкращий монтаж — Walter Murch)
- Нестерпна жорстокість (2003)
- Відкрита Вода (2003)
- Наполеон Динаміт (2004)
- Замочити бабцю (2004)
- Небесний капітан і світ майбутнього (2004)
- Подвійна порція (2004)
- Труп нареченої (2005)
- Мрійник (2005)
- Щасливий кінець (2005)
- У тіні Пальм (2005)
- Морпіхи (2005)
- Маленький Манхеттен (2005)
- Я і ти і кожен, кого ми знаємо (2005)
- 300 спартанців (2007)
- Стогін чорної змії (2006)
- Роби ноги (2006)
- Зодіак (2007)
- Сімпсони у кіно (2007)
- Старим тут не місце (2007) (Премія «Оскар» за найкращий монтаж — Roderick Jaynes)
- Спорожніле місто (2007)
- Молодість без молодості (2007)
- Кулі гніву (2007)
- Ангел Світла (2007)
- Зачарована (2007)
- Зрадник (2008)
- Прочитати і спалити (2008)
- Цілком таємно: Я хочу вірити (2008)
- Загадкова історія Бенджаміна Баттона (2008) (Номінація на премію «Оскар» за найкращий монтаж — Kirk Baxter and Angus Wall)
- Люди-Х: Росомаха (2009)
- 500 днів літа (2009)
- Там, де живуть Чудовиська (2009)
- Серйозна людина (2009)
- Тетро (2009)
- До людей: Вибори Барака Обами (2009)
- Геймер (2009)
- Їсти молитися кохати (2010)
- Справжня мужність (2010)
- Соціальна мережа (2010) (Премія «Оскар» за найкращий монтаж — Kirk Baxter and Angus Wall)
- Дівчина з тату дракона (2011) (Премія «Оскар» за найкращий монтаж — Kirk Baxter and Angus Wall)
- Між (2011)
- Відважні (2011)
- Джон Картер (2012)
- Гемінґвей та Ґеллгорн (2012)
- Всередині Люїна Дейвіса (2013)
- Патруль (2013)
- Самий жорстокий рік (2014)
- Фокус (2015)[7]
- Що сталося, міс Сімон? (2015)[8]
- Павільйон сміху (2016)[9]
- Спасіння (2016)[10]
- Невідомий солдат (2017)